# هیبران (کنتاکی)
هیبران (به انگلیسی: Hebron) یک منطقهٔ مسکونی در ایالات متحده آمریکا است که در شهرستان بون، کنتاکی واقع شده‌است. هیبران ۱۶٫۶۵ کیلومتر مربع مساحت و ۵٬۹۲۹ نفر جمعیت دارد و ۲۶۷٫۹۲ متر بالاتر از سطح دریا واقع شده‌است.